# Mostra de Venise 2022
La Mostra de Venise 2022 — ou la 79e édition de la Mostra de Venise ou encore la 79e édition du Festival international du film de Venise (en italien : 79ª edizione della Mostra internazionale d'arte cinematografica) — est un festival de cinéma international qui s'est tenu à Venise en Italie du 31 août au 10 septembre 2022.

## Déroulement et faits marquants
Le 15 juillet 2022, il est annoncé que le réalisateur américain Paul Schrader recevra un Lion d'or d'honneur pour l'ensemble de sa carrière. Il a été en compétition en 2017 pour Sur le chemin de la rédemption et en 2021 pour The Card Counter.
Le 1er juin 2022, c'est au tour de la comédienne française Catherine Deneuve de recevoir un Lion d'or d'honneur pour l'ensemble de sa carrière. Elle fut présidente du jury en 2006.
Le 15 juillet 2022, les organisateurs annoncent que l'actrice américaine Julianne Moore présidera le jury de la compétition pour le Lion d’or. Elle succède ainsi à Bong Joon-ho. Elle a été récompensée de la Coupe Volpi de la meilleure interprétation féminine en 2002 pour son rôle dans Loin du paradis de Todd Haynes. Son jury est dévoilé le même jour.
Le 26 juillet 2022 les films en compétition pour le Lion d'or, ainsi que le reste des sélections sont dévoilés.
Le lendemain, il est annoncé que la chaîne Canal + sera le diffuseur exclusif de la Mostra en 2022 et 2023 pour la France ainsi que pour plusieurs autres pays concernés. La chaîne signe ce partenariat après avoir mis fin à son statut de diffuseur du Festival de Cannes durant 28 ans.
C'est l'animatrice de télévision et actrice Rocío Muñoz Morales qui est la maîtresse des cérémonies d'ouverture et de clôture.
Le 10 septembre 2022, le palmarès est dévoilé : le Lion d'or est décerné à All the Beauty and the Bloodshed de Laura Poitras, le Grand Prix du Jury à Saint Omer d'Alice Diop et le Lion d'argent du meilleur réalisateur à Luca Guadagnino pour Bones and All,.

## Jurys

### Jury International

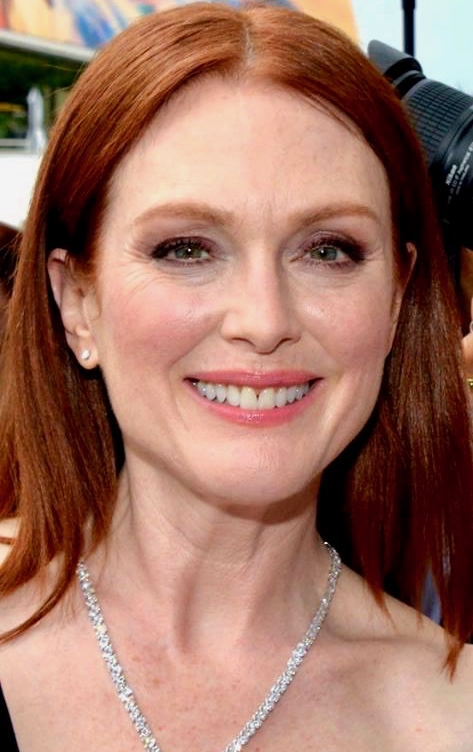
Julianne Moore, présidente du jury de la 79e Mostra de Venise.

- Julianne Moore, présidente du jury : actrice et productrice  États-Unis
- Mariano Cohn : réalisateur et scénariste  Argentine
- Leonardo Di Costanzo : réalisateur, scénariste et directeur de la photographie  Italie
- Audrey Diwan : réalisatrice et scénariste  France
- Leila Hatami : actrice  Iran
- Kazuo Ishiguro : écrivain  Japon  Royaume-Uni
- Rodrigo Sorogoyen : réalisateur, scénariste et producteur  Espagne

### Orizzonti
- Isabel Coixet (présidente du jury) : réalisatrice et scénariste  Espagne
- Laura Bispuri : réalisatrice et scénariste  Italie
- Antonio Campos : réalisateur et scénariste  États-Unis
- Sofia Djama : réalisatrice  Algérie
- Édouard Waintrop : critique  France

### Luigi De Laurentiis
- Michelangelo Frammartino (président du jury) : réalisateur et scénariste  Italie
- Jan P. Matuszynski : réalisateur  Pologne
- Ana Rocha de Sousa : réalisatrice  Portugal
- Tessa Thompson : actrice  États-Unis
- Rosalie Varda : créatrice de costumes  France

## Sélections

### In Concorso
Films présentés en compétition : 
| Titre                                                               | Réalisation                 | Pays        | Distribution |
| ------------------------------------------------------------------- | --------------------------- | ----------- | --- |
| White Noise (film d'ouverture)                                      | Noah Baumbach               | États-Unis  | Adam Driver, Greta Gerwig, Jodie Turner-Smith, Don Cheadle, Raffey Cassidy, Alessandro Nivola, André Benjamin                        |
| Il signore delle formiche                                           | Gianni Amelio               | Italie      | Elio Germano, Luigi Lo Cascio, Sara Serraiocco                                                                                       |
| The Whale                                                           | Darren Aronofsky            | États-Unis  | Brendan Fraser, Sadie Sink, Ty Simpkins, Samantha Morton, Hong Chau                                                                  |
| L'immensità                                                         | Emanuele Crialese           | Italie      | Penélope Cruz, Vincenzo Amato, Giuseppe Pattavina, Aurora Quattrocchi, Filippo Pucillo                                               |
| Saint Omer                                                          | Alice Diop                  | France      | Kayije Kagame, Guslagie Malanda, Valérie Dréville, Aurélia Petit                                                                     |
| Blonde                                                              | Andrew Dominik              | États-Unis  | Ana de Armas, Bobby Cannavale, Adrien Brody, Julianne Nicholson, Sara Paxton, Scoot McNairy, Garret Dillahunt                        |
| TÁR                                                                 | Todd Field                  | États-Unis  | Cate Blanchett, Nina Hoss, Noémie Merlant, Mark Strong, Julian Glover, Sophie Kauer                                                  |
| Love Life                                                           | Kōji Fukada                 | Japon       | Fumino Kimura |
| Athena                                                              | Romain Gavras               | France      | Dali Benssalah, Sami Slimane, Anthony Bajon, Alexis Manenti                                                                          |
| Bardo                                                               | Alejandro González Iñárritu | Mexique     | Daniel Giménez Cacho, Griselda Siciliani, Grantham Coleman, Ximena Lamadrid                                                          |
| Bones and All                                                       | Luca Guadagnino             | Italie      | Taylor Russell, Timothée Chalamet, Mark Rylance, Andre Holland, Michael Stuhlbarg, Chloë Sevigny, Jessica Harper, David Gordon Green |
| The Eternal Daughter                                                | Joanna Hogg                 | Royaume-Uni | Tilda Swinton, Carly-Sophia Davies, Joseph Mydell, Alfie Sankey-Green                                                                |
| Beyond the Wall                                                     | Vahid Jalilvand             | Iran        | Navid Mohammadzadeh, Dayana Habibi, Amir Aghaei                                                                                      |
| Les Banshees d'Inisherin (The Banshees of Inisherin)                | Martin McDonagh             | Irlande     | Colin Farrell, Brendan Gleeson, Barry Keoghan, Kerry Condon                                                                          |
| Argentina, 1985                                                     | Santiago Mitre              | Argentine   | Ricardo Darín, Peter Lanzani, Carlos Portaluppi, Norman Briski, Claudio Da Passano                                                   |
| Chiara                                                              | Susanna Nicchiarelli        | Italie      | Margherita Mazzucco, Andrea Carpenzano, Mattia Napoli                                                                                |
| Monica                                                              | Andrea Pallaoro             | Italie      | Trace Lysette, Patricia Clarkson, Emily Browning, Adriana Barraza, Joshua Close                                                      |
| No Bears                                                            | Jafar Panahi                | Iran        | Mina Kavani, Nasser Hashemi, Vahid Mobasheri, Bakhtiyar Panjeei                                                                      |
| Toute la beauté et le sang versé (All the Beauty and the Bloodshed) | Laura Poitras               | États-Unis  | (Film documentaire) |
| Un couple                                                           | Frederick Wiseman           | États-Unis  | Nathalie Boutefeu |
| The Son                                                             | Florian Zeller              | Royaume-Uni | Hugh Jackman, Laura Dern, Vanessa Kirby, Zen McGrath, Anthony Hopkins                                                                |
| Les Miens                                                           | Roschdy Zem                 | France      | Sami Bouajila, Maïwenn, Roschdy Zem, Rachid Bouchareb                                                                                |
| Les Enfants des autres                                              | Rebecca Zlotowski           | France      | Virginie Efira, Roschdy Zem, Victor Lefebvre, Chiara Mastroianni                                                                     |

### Fuori Concorso
Films présentés hors compétition.

#### Films de fiction
| Titre                             | Réalisation          | Pays         |
| --------------------------------- | -------------------- | ------------ |
| Call of God                       | Kim Ki-duk           | Corée du Sud |
| Dead for a Dollar                 | Walter Hill          | États-Unis   |
| Don't Worry Darling               | Olivia Wilde         | États-Unis   |
| Dreamin' Wild                     | Bill Pohlad          | États-Unis   |
| The Hanging Sun (film de clôture) | Francesco Carrozzini | Italie       |
| Vivre (Living)                    | Oliver Hermanus      | Royaume-Uni  |
| Master Gardener                   | Paul Schrader        | États-Unis   |
| Pearl                             | Ti West              | États-Unis   |
| Siccitá                           | Paolo Virzi          | Italie       |
| When the Waves are Gone           | Lav Diaz             | Philippines  |

#### Films documentaires
| Titre                                        | Réalisation                           | Pays                |
| -------------------------------------------- | ------------------------------------- | ------------------- |
| A Compassionate Spy                          | Steve James                           | États-Unis          |
| Bobi Wine Ghetto President                   | Christopher Sharp et Moses Bwayo      | Ouganda Royaume-Uni |
| Freedom on Fire: Ukraine's Fight for Freedom | Evgeny Afineevsky                     | Ukraine             |
| Gli ultimi giorni dell'umanità               | Enrico Ghezzi et Alessandro Gagliardo | États-Unis          |
| In viaggio                                   | Gianfranco Rosi                       | Italie              |
| Le Procès de Kiev                            | Sergei Loznitsa                       | Ukraine             |
| The Matchmaker                               | Benedetta Argentieri                  | Italie              |
| Music for Black Pigeons                      | Jørgen Leth et Andreas Koefoed        | Danemark            |
| Nuclear Now                                  | Oliver Stone                          | États-Unis          |

#### Séances spéciales
| Titre                                     | Réalisation          | Pays        |
| ----------------------------------------- | -------------------- | ----------- |
| A Guerra Finita (court-métrage)           | Simone Massi         | Italie      |
| Maid (Camarera de Piso) (court-métrage)   | Lucrecia Martel      | Argentine   |
| Copenhagen Cowboy (série)                 | Nicolas Winding Refn | Danemark    |
| In quanto a noi (court-métrage)           | Simone Massi         | Italie      |
| Look at Me (court-métrage)                | Sally Potter         | Royaume-Uni |
| The Kingdom Exodus (Riget Exodus) (série) | Lars Von Trier       | Danemark    |

### Orizzonti

#### Compétition
| Titre                                                          | Réalisation                | Pays              |
| -------------------------------------------------------------- | -------------------------- | ----------------- |
| The Bride (A Noiva)                                            | Sérgio Tréfaut             | Portugal          |
| A Man (Aru Otoko)                                              | Kei Ishikawa               | Japon             |
| Autobiography                                                  | Makbul Mubarak             | Indonésie         |
| Blanquita                                                      | Fernando Guzzoni           | Chili             |
| Bread and Salt (Chleb i Sól)                                   | Damian Kocur               | Pologne           |
| À contretemps (En los márgenes)                                | Juan Diego Botto           | Espagne           |
| Innocence                                                      | Guy Davidi                 | Israël            |
| World War III (Jang-e Jahani Sevom)                            | Houman Seyedi              | Iran              |
| Luxembourg, Luxembourg                                         | Antonio Lukich             | Ukraine           |
| L'Homme le plus heureux du monde (Najsreḱniot Čovek na Svetot) | Teona Strugar Mitevska     | Macédoine du Nord |
| Victim (Obet')                                                 | Michal Blaško              | Slovaquie         |
| Pour la France                                                 | Rachid Hami                | France Taïwan     |
| Princess                                                       | Roberto De Paolis          | Italie            |
| To The North (Spre Nord)                                       | Mihai Mincan               | Roumanie          |
| La Syndicaliste                                                | Jean-Paul Salomé           | France            |
| Ti mangio il cuore                                             | Pippo Mezzapesa            | Italie            |
| Trenque Lauquen                                                | Laura Citarella            | Argentine         |
| Vera                                                           | Tizza Covi, Rainer Frimmel | Autriche          |

#### Orizzonti Extra
Films classés hors-compétition.
| Titre                                           | Réalisation              | Pays       |
| ----------------------------------------------- | ------------------------ | ---------- |
| Amanda                                          | Carolina Cavalli         | Italie     |
| Without Her (Bi Roya)                           | Arian Vazirdaftari       | Iran       |
| Goliath                                         | Adilkhan Yerzhanov       | Kazakhstan |
| Hanging Gardens (Janain Mualaqa)                | Ahmed Yassin Al Daradji  | Irak       |
| Nezouh                                          | Soudade Kaadan           | Syrie      |
| Notte Fantasma                                  | Fulvio Risuleo           | Italie     |
| L'Origine du Mal (film d'ouverture)             | Sébastien Marnier        | France     |
| Valeria is Getting Married (Valeria Mithatenet) | Michal Vinik             | Israël     |
| Red Shoes (Zapatos Rojos)                       | Carlos Eichenmann Kaiser | Mexique    |

### Venezia Classici
| Titre                                                                 | Réalisation            | Pays             |
| --------------------------------------------------------------------- | ---------------------- | ---------------- |
| Teresa la voleuse (Teresa la ladra)                                   | Carlo Di Palma         | Italie           |
| Mes petites amoureuses                                                | Jean Eustache          | France           |
| Meurtre dans un jardin anglais (The Draughtsman's Contract)           | Peter Greenaway        | Royaume-Uni      |
| Profonds désirs des dieux (神々の深き欲望, Kamigami no fukaki yokubō) | Shōhei Imamura         | Japon            |
| L'Oreille (Ucho)                                                      | Karel Kachyňa          | Tchécoslovaquie  |
| Bratan, le frère (Братан)                                             | Bakhtiar Khudojnazarov | Union soviétique |
| Le Sublime Sacrifice de Stella Dallas (Stella Dallas)                 | Henry King             | États-Unis       |
| Cavalcade                                                             | Frank Lloyd            | États-Unis       |
| Thérèse et Isabelle                                                   | Radley Metzger         | France           |
| Une poule dans le vent (風の中の牝どり, Kaze no naka no mendori)      | Yasujirō Ozu           | Japon            |
| Théorème (Teorema)                                                    | Pier Paolo Pasolini    | Italie           |
| Les Joueurs d'échecs (Shatranj Ke Khilari)                            | Satyajit Ray           | Inde             |
| Le Caporal épinglé                                                    | Jean Renoir            | France           |
| La Marche sur Rome (La marcia su Roma)                                | Dino Risi              | Italie           |
| Elle est terrible (La voglia matta)                                   | Luciano Salce          | Italie           |
| La Marque du tueur (殺しの烙印, Koroshi no rakuin)                    | Seijun Suzuki          | Japon            |
| Le Passage du canyon (Canyon Passage)                                 | Jacques Tourneur       | États-Unis       |
| Le Chat noir (The Black Cat)                                          | Edgar G. Ulmer         | États-Unis       |
| Confusion chez Confucius (獨立時代, Dúlì Shídài)                      | Edward Yang            | Taïwan           |

## Palmarès

### Compétition officielle
- Lion d'or : All the Beauty and the Bloodshed de Laura Poitras
- Lion d'argent - Grand Prix du Jury : Saint Omer d'Alice Diop
- Lion d'argent du meilleur réalisateur : Luca Guadagnino pour Bones and All
- Coupe Volpi de la meilleure interprétation féminine : Cate Blanchett pour TÁR
- Coupe Volpi de la meilleure interprétation masculine : Colin Farrell pour Les Banshees d'Inisherin
- Prix du meilleur scénario : Martin McDonagh pour Les Banshees d'Inisherin
- Prix Marcello Mastroianni du meilleur espoir : Taylor Russell pour Bones and All
- Prix spécial du jury : No Bears de Jafar Panahi

### Orizzonti
- Prix du meilleur film : World War III de Houman Seyedi
- Prix du meilleur réalisateur : Tizza Covi et Rainer Frimmel  pour Vera
- Prix spécial du jury : Bread and Salt de Damian Kocur
- Prix de la meilleure actrice : Vera Gemma pour Vera
- Prix du meilleur acteur : Mohsen Tanabandeh pour World War III
- Prix du meilleur scénario : Blanquita de Fernando Guzzoni
- Prix du meilleur court-métrage : Snow In September de Lkhagvadulam Purev-Ochir

### Prix spéciaux
| Prix                       | Attribué à        | Pays       |
| -------------------------- | ----------------- | ---------- |
| Lion d'or pour la carrière | Catherine Deneuve | France     |
| Lion d'or pour la carrière | Paul Schrader     | États-Unis |